# São Geraldo de Tumiritinga
São Geraldo de Tumiritinga é um distrito do município brasileiro de Tumiritinga, no interior do estado de Minas Gerais. Segundo o censo demográfico de 2022, realizado pelo Instituto Brasileiro de Geografia e Estatística (IBGE), sua população era de 1 075 habitantes e havia 421 domicílios particulares permanentes ocupados. Possui área de 117,53 km² conforme a Fundação João Pinheiro (FJP). Foi criado pela lei nº 1.039 de 12 de dezembro de 1953.
De acordo com o IBGE, em 2010 a população era de 1 526 habitantes e havia 650 domicílios particulares.